# Vasyl Ivanchuk
Vassily Ivanchuk, đôi khi còn được phiên âm là Vasyl (tiếng Ukraina: Василь Михайлович Іванчук) (sinh 18 tháng 3 năm 1969) là một đại kiện tướng cờ vua người Ukraina. Trong bảng xếp hạng mới nhất của FIDE (tháng 7 năm 2011), anh là kì thủ số 1 Ukraina . Thứ hạng cao nhất anh từng đạt được là hạng 2 thế giới (lần đầu tiên tháng 7 năm 1991, gần đây nhất tháng 10 năm 2007) .
Ivanchuk trở thành một trong những kì thủ hàng đầu thế giới từ năm 1988, đã từng có những thời điểm vươn lên hạng 2 thế giới theo hệ số Elo, nhưng chưa bao giờ giành được chức vô địch thế giới. Ivanchuk có phong độ thi đấu khá thất thường, chỉ trong năm 2007 thứ hạng của anh dao động từ 12 lên tới 2; hoặc gần đây (từ tháng 1 đến tháng 7 năm 2009) anh mất 76 điểm ELO, từ thứ 3 xuống 30 thế giới, từ tháng 7 đến tháng 9 năm 2009 Ivanchuk lại lấy lại 53 điểm, trở lại top 10 thế giới .
Ivanchuk là nhà vô địch cờ chớp thế giới năm 2007.

## Thời gian đầu
Ivanchuk sinh ở Berezhany, Ukraina. Thành tích quốc tế đầu tiên của anh là vô địch giải cờ vua New York Mở rộng với 7,5 điểm / 9 ván, xếp trên nhiều đại kiện tướng. Anh đồng hạng nhất tại Giải vô địch cờ vua trẻ thế giới năm 1988 tại Adelaide, nhưng thua Joel Lautier ở ván tie-break phân định ngôi vô địch . Anh đạt được danh hiệu đại kiện tướng trong cùng năm, đồng thời lọt vào top 10 thế giới.

## Ngôi sao làng cờ vua thế giới
Ivanchuk giành được danh hiệu danh giá đầu tiên khi mới 21 tuổi, vô địch giải Linares năm 1991. Giải này có 14 kì thủ tham dự với 8 kì thủ nằm trong top 10 thế giới, bao gồm cả vua cờ Garry Kasparov, các kì thủ còn lại đều trong 50 kì thủ hàng đầu thế giới. Ivanchuk kết thúc giải đấu với chỉ nửa điểm nhiều hơn Kasparov  và Ivanchuk đánh bại Kasparov ở giải đấu này.
Nhiều người tin rằng Ivanchuk sẽ trở thành nhà vô địch thế giới, nhưng điều đó đến nay chưa thành hiện thực, dù có lần anh đã lọt vào trận chung kết giải vô địch thế giới (năm 2002) theo hình thức thi đấu loại trực tiếp. Mặc dù thường xuyên có mặt trong top 10 thế giới từ năm 1988, anh thường thi đấu không tốt trong những trận đấu tay đôi, có chiến thuật khác với các ván đấu trong giải đấu thông thường. Nhiều cổ động viên cờ vua cho rằng đó là do anh có thần kinh yếu và không thật sự sắc sảo trong những tình huống quyết định.

## Tính cách lập dị
"Chucky lớn", một biệt danh của Ivanchuk, được Viswanathan Anand đánh giá là một trong những kì thủ lập dị nhất của làng cờ thế giới. Anand trong một cuộc phỏng vấn đã nhận xét một cách đùa vui về Ivanchuk:
Anh ấy là một người rất thông minh... nhưng bạn không thể biết tâm trạng của anh ấy như thế nào. Có khi hôm nay anh ấy coi bạn như người anh em lâu ngày gặp lại, nhưng đến hôm sau thì hoàn toàn phớt lờ bạn.
Các kì thủ có một câu để mô tả anh ấy. Họ nói rằng anh ấy sống ở 'Hành tinh Ivanchuk'. (cười)... Tôi đã từng thấy anh ấy đọc thơ Ukraina khi hoàn toàn say xỉn và đến ngày hôm sau thì lại có một bài nói chuyện hoàn toàn nghiêm túc.
Có thời gian anh ấy đã thử học tiếng Thổ Nhĩ Kỳ. Đừng hỏi tôi lý do tại sao... Mỗi ngày ta có một sự ngạc nhiên từ anh ấy.
Khi thi đấu, Ivanchuk thường ít khi nhìn vào bàn cờ. Thay vào đó anh nhìn chằm chằm lên trần nhà hoặc vào tường (điều này là khác thường với các kì thủ hàng đầu). Phong cách thi đấu của anh cũng khó dự đoán trước và thường tạo ra mối đe dọa cho bất kì kì thủ nào, tuy nhiên thỉnh thoảng đưa đến thất bại nhanh chóng.

## Các danh hiệu chính
Ivanchuk từng vô địch ở các giải đấu lớn sau: New York Mở rộng 1988, Corus 1996, Linares 1989, 1991 và 1995, Foros (Aerosvit) 2006 và 2007, Montreal 2007. Ivanchuk thua đồng hương Ruslan Ponomariov ở trận chung kết tranh ngôi vô địch thế giới 2002. Năm 2004 anh giành ngôi vô địch châu Âu và năm 2006 anh về nhì giải đấu này. Anh đồng vô địch Giải vô địch cờ vua Canada Mở rộng 2005 tại Edmonton. Tháng 11 năm 2007, Ivanchuk vô địch thế giới cờ chớp tổ chức tại Moskva sau khi đánh bại đương kim vô địch cờ truyền thống Anand ở trận quyết định. Tháng 5 năm 2008 anh vô địch giải M-Tel Masters ở Sofia, Bulgaria với 8 điểm / 10 ván đấu (+6 –0 =4). Ivanchuk cũng vô địch giải Tưởng niệm Tal 2008, xếp trên các danh thủ Vladimir Kramnik, Alexander Morozevich, Peter Leko, Ruslan Ponomariov, Boris Gelfand và Gata Kamsky.. Ở giải này anh còn giành cú đúp khi vô địch cả nội dung cờ chớp.

## Thi đấu đồng đội
Ivanchuk thường có phong độ tốt khi thi đấu đồng đội. Anh từng tham dự 11 Olympiad cờ vua, liên tục từ năm 1988 đến nay, 2 lần cho Liên Xô và 9 lần cho Ukraina, thường xuyên ngồi bàn 1 (cho kì thủ mạnh nhất đội). Ivanchuk giành tổng cộng 10 huy chương, với 3 huy chương vàng đồng đội. (Liên Xô năm 1988 và 1990, Ukraina năm 2004). Trong 133 ván, anh đạt được hiệu suất 66.5% (+50 =77 –6).. Tại các Olympiad có huy chương thành tích của anh như sau:
- Thessaloniki 1988, dự bị thứ hai của Liên Xô, 6,5 điểm / 9 ván (+4 =5 –0), HCV đồng đội
- Novi Sad 1990, bàn 1 của Liên Xô, 7 điểm / 10 ván (+5 =4 –1), HCV đồng đội, HCĐ cá nhân bàn 1
- Yerevan 1996, bàn 1 của Ukraina, 8,5 điểm / 11 ván (+6 =5 –0), HCB đồng đội, HCB cá nhân bàn 1, HCĐ điểm Elo thi đấu
- Elista 1998, bàn 1 của Ukraina, 7 điểm / 11 ván (+3 =8 –0), HCĐ đồng đội
- Istanbul 2000, bàn 1 của Ukraina, 9 điểm / 14 ván (+4 =10 –0), HCĐ đồng đội
- Calvià 2004, bàn 1 của Ukraina, 9,5 điểm / 13 ván (+6 =7 –0), HCV đồng đội, HCĐ cá nhân bàn 1

## Vụ rắc rối kiểm tra doping
Ivanchuk chơi ở bàn 1 của đội Ukraina trong Olympiad cờ vua 2008 ở Dresden. Trước vòng đấu cuối cùng Ukraina ở vị trí thứ nhì, có cơ hội giành ngôi vô địch. Chỉ có một thất bại đậm trước đội Mỹ mới có thể loại họ ra khỏi danh sách có huy chương. Ivanchuk là kì thủ của Ukraina được chọn để kiểm tra doping sau vòng đấu cuối này.
Kết quả Mỹ bất ngờ đánh bại Ukraina với tỉ số cách biệt 3,5 – 0,5, ở bàn 1 Ivanchuk thua Gata Kamsky. Kết cục Ukraina tụt xuống thứ 4 và không có huy chương. Sau trận đấu này Ivanchuk như ở trong một trạng thái mất trí, giận dữ "đá chân vào một cái cột bê tông lớn" như lời kể lại của khán giả. Khi các nhân viên giải đấu yêu cầu anh tham dự vào cuộc kiểm tra doping, anh từ chối và biến mất. Từ chối việc kiểm tra doping theo luật đồng nghĩa với việc thử doping dương tính và sẽ phải nhận lệnh cấm thi đấu 2 năm ở các giải đấu FIDE tổ chức. Tuy nhiên thực chất nếu lệnh cấm này được ban hành sẽ không nhiều tác dụng vì nhiều giải đấu lớn không nằm dưới sự điều khiển của FIDE và họ vẫn mời Ivanchuk tham dự giải.
Theo luật của FIDE, kì thủ nào bị kết tội sử dụng doping sẽ bị hủy toàn bộ kết quả thi đấu trong giải. Điều này từng xảy ra với 2 kì thủ nghiệp dư ở Olympiad cờ vua 2004 tại Mallorca. Nếu áp dụng trong trường hợp Ivanchuk thì tấm huy chương đồng của đội Mỹ sẽ phải trao lại cho đội Hungary, tuy nhiên điều này đã không xảy ra.
Ivanchuk cuối cùng được kết luận là vô tội, trên cơ sở anh không được các nhân viên kiểm tra doping thông báo trước như theo thủ tục của FIDE và một phần do tâm trí không ổn định sau trận đấu, làm anh hầu như không hiểu yêu cầu của trọng tài.